# Liber Regalis
O Liber Regalis (latim para "Livro Real") é um manuscrito iluminado medieval inglês que foi, muito provavelmente, compilado em 1382 para fornecer detalhes para a coroação da nova rainha da Inglaterra, Ana da Boêmia. Outras fontes sugerem que ele pode ter sido compilado em 1308 para a coroação de Eduardo II. O Liber Regalis contém o ordo (ordem) para os seguintes eventos: a coroação de um rei, um rei e uma rainha e uma rainha sozinha, e detalhes sobre o funeral de um rei; cada liturgia abre com uma ilustração de página inteira representando o evento.
O manuscrito forneceu a ordem de serviço para todas as coroações subsequentes até, e incluindo, a de Isabel I. Para a coroação de Jaime I e Ana, a liturgia foi traduzida para o inglês. No entanto, com adaptações ocasionais para se adequar às circunstâncias políticas e religiosas da época, o Liber Regalis permaneceu a base para todas as liturgias de coroação posteriores. O manuscrito pertence à Abadia de Westminster (MS 38).

## Bibliográfia
- Liber Regalis, seu, Ordo consecrandi regem solum. Ordo consecrandi reginam cum rege. Ordo consecrandi reginam solam. Rubrica de regis exequiis. E codice Westmonasteriensi editus. London: Roxburghe Club. 1870.
- Ratcliff, Edward C. (1936). The English Coronation Service: Being the Coronation Service of King George V and Queen Mary, with Historical Introduction and Notes, together with Extracts from Liber Regalis, Accounts of Coronations, Etc. Skeffington: SPCK.